# Sant Flor
Sant Flor (nom occità) (en francès Saint-Flour) és un municipi francès situat al departament de Cantal i a la regió d'Alvèrnia-Roine-Alps. L'any 1999 tenia 6.625 habitants.
Capital històrica de l'Alta Alvèrnia, està situada al final d'una colada de lava sobre la Planèze, gran altiplà del Cantal, sobre el riu Ander i la vall del Lander. La ciutat està separada per dos nivells, la "ciutat alta" i la "ciutat baixa". Per l'assiduïtat d'aquest fenomen, ha pres el sobrenom de "ciutat dels vents".
La ciutat és situada sobre l'antiga RN9 i sobre l'autopista A75 que connecten París amb Besiers.

## Història
Fou una antiga ciutat fortificada i gairebé inexpugnable que, durant la Guerra dels Cent Anys, protegí a l'Alvèrnia dels atacs anglesos.
La diòcesi de Sant Flor s'edificava el 1317. Va ser jurídicament suprimida per la revolució francesa el 1790 i immediatament restablerta per la Santa Seu d'acord amb el concordat del 1801 napoleònic, coincidint ara els límits de la diòcesi restablerta amb els del departament civil de Cantal.

## Llocs d'interès
La catedral del segle xiv construïda en estil meridional francès s'alça a l'extrem oriental de la ciutat alta entre cases velles de pedra volcànica.

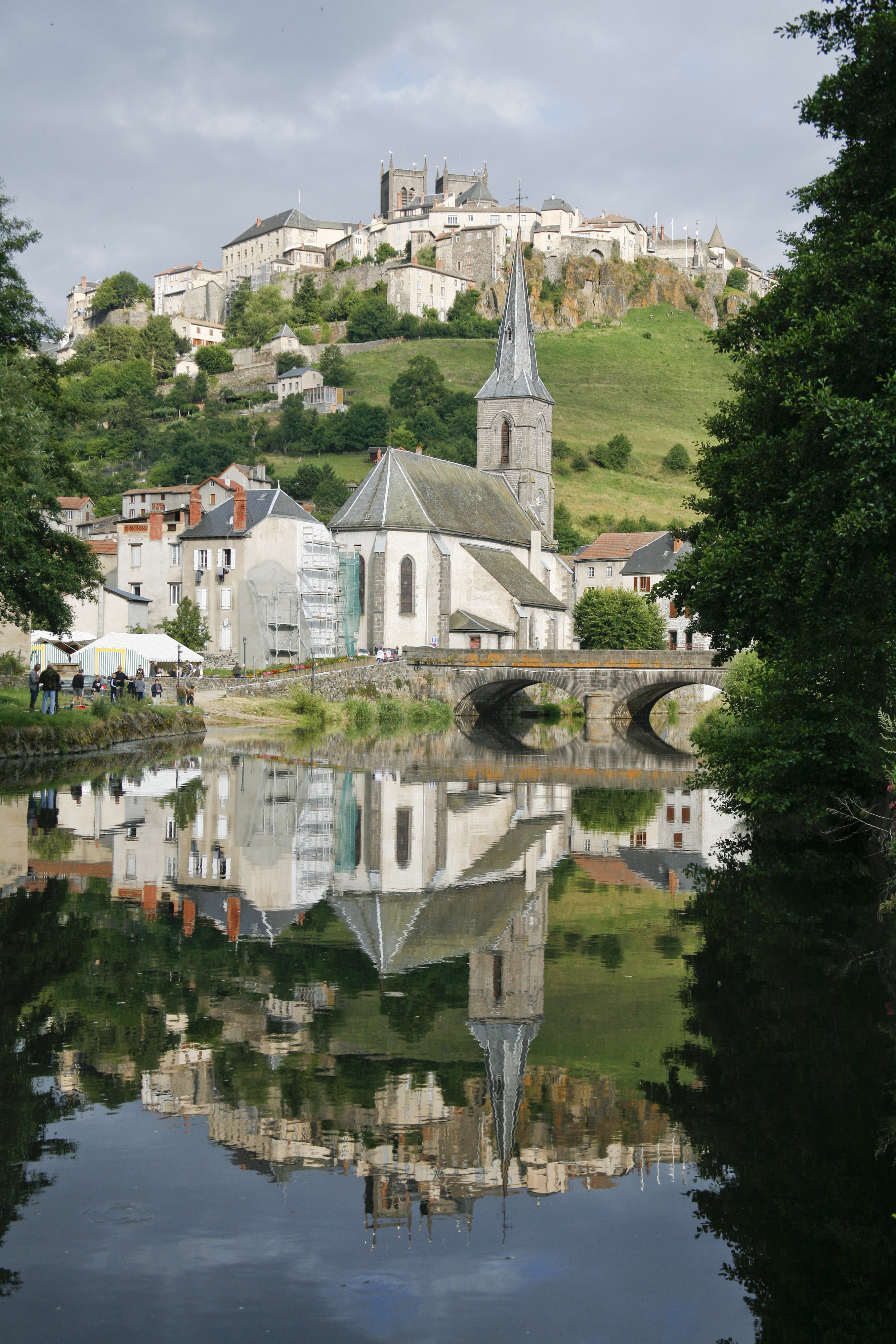